# Шуцька Кіма Степанівна
Кіма Степанівна Шуцька (нар. 13 квітня 1927, Ліозно) — українська художниця декоративного-ужиткового мистецтва; член Спілки радянських художників України з 1962 року.

## Біографія
Народилася 13 квітня 1927 року в селі Ліозному (нині селище міського типу Вітебської області, Білорусь). 1950 року закінчила Московський текстильний інститут.
Мешкала у Києві в будинку на вулиці Вишгородській, № 44-А, квартира № 70.

## Творчість
Працювала в галузі декоративного мистецтва (промисловий текстиль). Серед робіт: костюмно-платтяні та блузкові тканини «Рита», «Юність», «Світанок», «Росинка», «Лілея», декоративні шарфи, хустки, килимки, доріжки та інше.
Брала участь у республіканських виставках з 1957 року, всесоюзних — з 1961 року, зарубіжних — з 1958 року.